# Flussauentapaculo

Verbreitungsgebiet des Flussauentapaculos (grün) in Brasilien

Der Flussauentapaculo (Scytalopus iraiensis) zählt innerhalb der Familie der Bürzelstelzer (Rhinocryptidae) zur Gattung Scytalopus.
Die Art ist endemisch in Brasilien in den Bundesstaaten Paraná und Rio Grande do Sul sowie in den Bergen von Minas Gerais.
Das Verbreitungsgebiet umfasst saisonal überflutetes Grasland in Flussauen mit hohem und dichtem Bewuchs durch Sauergrasgewächsen und Süßgräsern zwischen 750 und 950 m Höhe.
Das Artepitheton bezieht sich auf das Entdeckungsgebiet am Rio Iraí.

## Merkmale
Der Vogel ist 10 bis 11 cm groß, das Männchen wiegt zwischen 14 und 15, das Weibchen zwischen 12 und 13 g. Die Art ist für einen Tapaculo klein und dunkel. Die Oberseite ist schwarz oder schwärzlich, das Grau der Kehle geht in Dunkelgrau der Unterseite über, auf den Flanken sind dunkelbraune Abschnitte mit undeutlicher Bänderung. Die Iris ist dunkelbraun, der Schnabel schwärzlich, die Füße blassrosa.
Die Art ist monotypisch.

## Stimme
Der Gesang wird als 30 Sekunden oder länger anhaltende Folge beschrieben mit den ersten Tönen länger und tiefer, dann klarer und höher werdend bis zu einer gleichmäßigen Wiederholung von „tchek“ Lauten etwa fünfmal pro Sekunde. Der Gesang ähnelt dem des Maustapaculos (Scytalopus speluncae).

## Lebensweise
Die Nahrung besteht aus Insekten wie Schnabelkerfe, Singzikaden, Käfern und anderen kleinen Gliederfüßern, die in Erdbodennähe gesucht werden.
Die Brutzeit ist im späten Frühling.

## Gefährdungssituation
Der Bestand gilt als stark gefährdet (Endangered).